# Josef Kunst

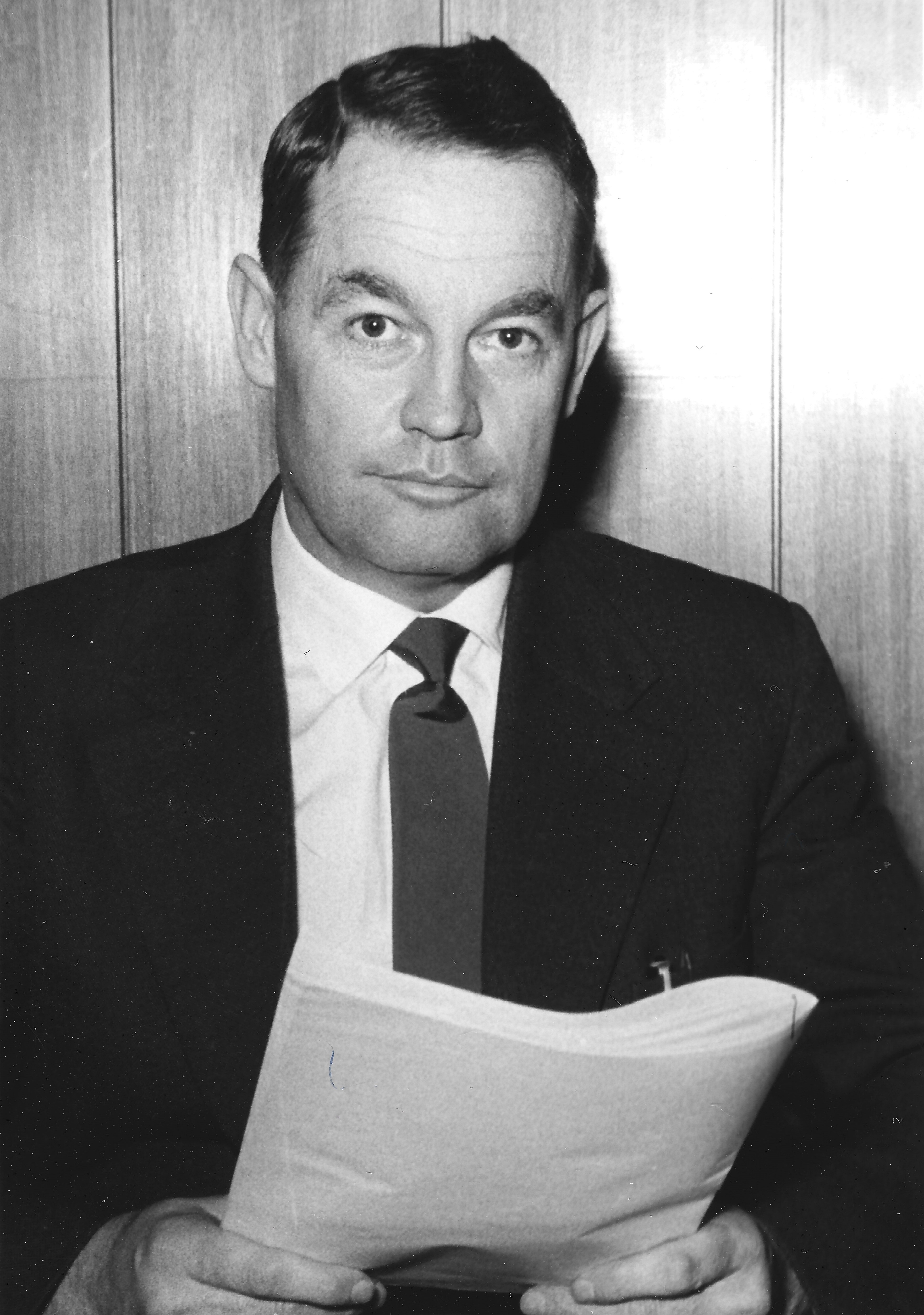
Josef Kunst (ca. 1965)

Josef Kunst (* 11. Dezember 1914 in Innsbruck; † 30. April 2002 ebenda) war ein österreichischer Politiker (SPÖ) und ÖGB-Landessekretär. Er war von 1961 bis 1962 sowie von 1966 bis 1970 Abgeordneter zum österreichischen Nationalrat.

## Leben
Kunst besuchte nach der Volksschule fünf Klassen einer Bürgerschule und absolvierte danach die Fachschule für Schlosser. Zudem besuchte er die Höhere Staatsgewerbeschule für Maschinenbau. Er arbeitete von 1945 bis 1954 als Obermaschinist und Betriebsleiter-Stellvertreter bei der Personenseilbahn Patscherkofel Igls.  
Josef Kunst war der Bruder des Landeshauptmann-Stellvertreters Karl Kunst.  

## Politik
1955 übernahm Kunst die Stelle des Landessekretärs der Landesexekutive des Österreichischen Gewerkschaftsbundes in Tirol.  
Kunst vertrat die SPÖ vom 13. November 1961 bis zum 14. Dezember 1962 und vom 30. März 1966 und dem 31. März 1970 im österreichischen Nationalrat.
Er war zudem Mitglied des Landesparteivorstandes der SPÖ Tirol. 